# Clavatulinae
Clavatulinae é uma subfamília de gastrópodes pertencente a família Turridae.

## Gêneros
- Benthoclionella Kilburn, 1974
- Clavatula Lamarck, 1801
- Clionella Gray, 1847
- Danilacarina Bozzetti, 1997
- Iwaoa Kuroda, 1953
- Makiyamaia Kuroda, 1961
- Perrona Schumacher, 1817
- Pusionella Gray, 1847
- Scaevatula Gofas, 1990
- Tomella Swainson, 1840
- Toxiclionella Powell, 1966
- Turricula Schumacher, 1817